# Тигри, Лондонската зоологическа градина
„Тигри, Лондонската зоологическа градина“ (на френски: Tigres, Jardin zoologique, Londres) е френски късометражен документален ням филм от 1896 година, продуциран от братята Люмиер и заснет от режисьора Александър Промио. Филмът показва два тигъра, които подават лапите си през решетките на клетката в Лондонската зоологическа градина, в опита си да достигнат парче месо, подадено им на пръчка от служител на зоопарка. Той е част от поредица филми, заснети през същата година, включваща още лъв и пеликани, чиято цел е била да запознае зрителите с живота в дивата природа.